# Thailands militærkup 2014
Thailands militærkup 2014 var et ublodigt statskup under ledelse af general Prayut Chan-o-cha den 22. maj 2014. Det skete efter den politiske bevægelse Gultrøjer gennem syv måneder havde demonstreret i Bangkok mod den siddende demokratisk valgte regering under ledelse af Yingluck Shinawatra. Selv om militæret havde lovet et hurtigt nyvalg til parlamentet efter kuppet, udnævnte Prayut Chan-o-cha sig selv som premierminister tre måneder senere, den 21. august, og beholdt posten i næsten fem år. I 2016 døde den populære kong Bhumibol Adulyadej og hans søn, den mindre populære kronprins Vajiralongkorn overtog tronen. Chan-o-cha forklarede, at et af militærkuppets formål var, at sikre et roligt tronskifte. Efter ændring af forfatningen (grundloven) blev der endeligt udskrevet valg til afholdelse den 24. marts 2019, dog ville det endelige valgresultat ikke blive offentliggjort før efter kong Vajiralongskorns kroning den 4. maj. Ifølge den ny forfatning vil 250 af parlamentets 750 pladser være tildelt udpegede senatorer, mens de øvrige 500 var folkevalgte repræsentanter. Chan-o-cha var under militærregeringen fratrådt som general, og stillede selv op til valget, som premierministerkandidat for et nystiftet politisk parti. Det nye demokratisk valgte parlament mødtes første gang den 24. maj, fem år efter statskuppet, hvor Chan-o-cha blev valgt som premierminister. Parlamentet forblev hele den fireårige valgperiode, frem til valget i maj 2023. Chan-o-cha blev derved den kupmager, der har beholdt magten i længst tid, i nyere thailandsk historie.

## Optakten til militærkup
I oktober 2013 begyndte de oppositionistiske Gultrøjer – der dog ikke var iført gule trøjer – under ledelse af tidlige vice premierminister Suthep Thaugsuban at opfordre til demonstrationer i Bangkok. Formålet var med fredelige midler, blandt andet fløjter, at afsætte Yingluck Shinawatra-regeringen, hvorefter en udpeget premierminister skulle danne en overgangs regering, der kunne indføre reformer før et demokratisk valg blev afholdt. Demonstrationerne eskalerede de følgende måneder og den siddende regering opløste parlamentet, fortsatte som forretningsministerium, og udskrev nyvalg til afholdelse i februar 2014. Partiet Demokraterne boykottede valget og blokerede valgsteder i flere provinser. Efterfølgende blev diskuteret om et suppleringsvalg i de blokkerede provinser var muligt, om det allerede afholdte parlamentsvalg i det hele taget var juridisk gyldigt, om der kunne afholdes et helt nyt valg, om forretningsministeriet kunne gå af, eller var forpligtiget til, at forsætte i henhold til forfatningen. Demonstranter havde i perioder okkuperet dele af Bangkok og urolighederne spredte sig til provinsen. Den siddende regering var også kommet i modvind over et subsidieret, men ufinansieret risopkøbsprogram, hvor bønderne solgte deres ris til regeringen, men udbetalinger af penge blev forsinket eller udeblev, hvilket yderligere medførte bønderdemonstrationer og vejblokader fra Bangkok og op gennem det nordøstlige Thailand, det såkaldte Isaan Plateau.
De thailandske medier havde flere gange antydet, at landet kunne risikere at blive delt i et nordligt, rødtrøje domineret, og sydligt, gultrøje domineret. Forskellige sammenstød med skudepisoder og bomber mellem de to grupper, medførte 38 dødsfald og adskillige tilskadekomne. Den 7. maj blev Yingluck Shinawatra anklaget for magtmisbrug og trådte tilbage, mens den tidligere regering fortsat fungerede som forretningsministerium. Begge politiske gruppers tilhængere, Gultrøjer og Rødtrøjer, opfordrede til massedemonstrationer der skulle afholdes i slutningen af maj.

## Militæret tager magten
Den 20. maj indførte militæret undtagelsestilstand for at standse urolighederne, men benægtede der var tale om et kup. En efterfølgende meningsmåling gennemført den 21. maj viste 75 % opbakning til militærets indgriben. De stridende politiske gruppers ledere blev indkaldt til møde hos general Prayut Chan-o-cha, der bad dem finde et kompromis og fremlægge dette den 22. maj. Parterne kunne imidlertid ikke fremlægge et kompromis på mødet, hvorefter Chan-o-cha sagde, at så overtog han styringen og proklamerede militærkup. Forfatningen blev suspenderet, censur indførtes, radio og TV stationer blev lukket og måtte kun sende militærets informationer, udenlandske nyhedskanaler blev afbrudt mange steder. Desuden blev skoler og undervisningsinstitutioner midlertidigt lukket, og der indførtes forsamlingsforbud, samt landsdækkende udgangsforbud mellem klokken 22-aften og 5-morgen. Der blev meldt om ro i alle byer over hele landet og ingen rapporter om militære kampvogne. Natten til den 23. maj blev grænseovervågningen intensiveret, især grænserne til Laos og Cambodja, så politiske aktivister ikke kunne rejse ud. Militærstyret krævede en lang række navngivne politikere skulle give møde hos militæret. Flere politiske ledere blev arresteret, blandt andre gultrøje-lederen Suthep Thaugsuban og forhenværende premierminister Yingluck Shinawatra. Militæret antydede, at det ikke ville tilbageholde hende mere end nogle få dage.
Kupmagerne blev omtalt som de tre P'er – general Prayut Chan-o-cha, general Prawit Wongsuwan – der siges at være hjernen bag kuppet – og general Anupong Paochinda. Alle tre havde været impliceret i den såkaldte massakre på Rødtrøje-demonstranter efter militærkuppet i 2006. De udnyttede konflikten mellem Rødtrøjer og Gultrøjer, som et påskud til at udføre endnu et kup, for at "forebygge en krise". Denne gang trak kupmagerne sig ikke i baggrunden for at lade en militærstøttet civil regering komme til, som general Sonthi Boonyaratglin gjorde det i 2006. De forblev i stedet, som en junta-regering.
Militærstyret udtalte, at de hurtigt vil gennemføre reformer og efterfølgende udskrive et demokratisk valg. Den 24. maj tillod militærstyret at en række Tv-stationer, men ikke alle, atter måtte genoptage udsendelse af ordinære programmer. Mindre grupper i Bangkok brød forsamlingsforbuddet, for at protestere mod militærstyret. Et større forsamling marcherede mod Victory Monument i byens centrum, i en fredelig protestmarkering. General Prayut Chan-o-cha udskiftede politichefen og opløste senatet først på aftenen og overtog dermed al lovgivning.
Forhenværende premierminister Thaksin Shinawatra udtalte den 24. maj til ABC News, at hans søster, afsatte premierminister Yingluck Shinawatra, ville etablere en eksilregering, der for eksempel kan regere fra et naboland som Cambodja. To dage senere, den 26. maj, udelukker Cambodja at ville huse en eksil thai-regering.
En del af de, af militæret tilbageholdte politikere, herunder Yingluck Shinawatra og Suthep Thaugsuban, blev løsladt den 26. maj, nogle mod kaution. Kong Bhumibol var indforstået i kuppet og udpegede general Prayut Chan-o-cha som leder af National Council for Peace and Order (NCPO, da. Det Nationale Råd for Fred og Orden). Skoler og Læreranstalter genåbnede, den midlertidige lukning skyldtes, at der ved tidligere militærkup opstod voldelige uroligheder på universiteterne. På en pressekonference sagde Chan-o-cha, at militærstyret ville afholde demokratiske valg, men kunne endnu ikke give en tidsplan; formålet med kuppet var at standse de voldelige uroligheder. De manglende betalinger fra den afsatte regerings ris-støtteordning blev udbetalt til landmændene. Der var igen fredelige anti-kup demonstrationer i Bangkok ved Victory Monument. Det landsdækkende udgangsforbud 22-05 blev opretholdt, men allerede lempet den 27. maj til at gælde fra midnat til 4-morgen, og et par dage senere ophævet på udvalgte touristdestinationer som Pattaya og Phuket. Mindre fredelige demonstrationer mod militærkuppet fortsatte i Bangkok de følgende dage. Militærjuntaen fortalte ved et pressemøde den 29. maj, at formålet med kuppet var at undgå Thailand blev et nyt Syrien. Juntaen vil gennemføre nødvendige reformer, og når tiden var passende, give styringen af landet tilbage til en demokratisk valgt regering. General Prayut Chan-o-cha oplyste i en Tv-tale den 30. maj, at det vil vare mindst 15 måneder før demokrati kunne genindføres.
Den 10. juni blev udgangsforbuddet yderligere lempet til kun at omfatte 17 provinser, og tre dage senere helt ophævet, da der ikke havde været yderligere demonstrationer, eller antydning af uro. En meningsmåling fra Dusit Poll foretaget 10. til 14. juni viste, at 93% responderede tilfredshed med, at de politiske demonstrationer var ophørt, og 87 %, at de kunne genoptage almindelige daglige rutiner. Knap 67% forventede at landets økonomi, politiske og sociale forhold ville blive bedre. NCPO's planer for reformer var: at standse populistisk politik, en indsats mod korruption, stoppe Shinawatra-regeringens diskutable 2 billarder baht store lånefinansierede infrastrukturprojekt med højhastighedstog, og i stedet satse på udbygning af det eksisterende jernbanenet med dobbeltspor, standse regeringsopkøb af ris, samt indsætte en udpeget regering i september måned. De europæiske regeringer opfordrer gennem EU militærjuntaen til, straks at genindfører demokrati og suspenderede midlertidigt eksisterende samarbejdsaftaler.
Thailand havde foruden 2,3 millioner registrerede fremmedarbejdere fra nabolandene Cambodja, Myanmar (tidligere Burma) og Laos, anslået omkring to millioner illegale. En udspil om at åbne for registrering af de illegale fremmedarbejdere blev misforstået af cambodjanerne, og det rygtes at juntaen vil arrestere dem, hvilket medførte nærmest en ”folkevandring” mod Cambodja. Med en officiel arbejdsløshed under 1 % var især bygningsindustrien stærkt afhængig af fremmed arbejdskraft. Efter et par uger lykkedes det, i samarbejde med den cambodjanske regering, at få de flygtede arbejderne overbevist om, at de kunne komme tilbage og arbejde lovligt i Thailand. I 2014 var der 660.000 arbejdere fra Cambodja, svarende til at 5% af landets totale befolkning arbejdede i Thailand .
Især ferieøen Phuket blev genstand for militærjuntaens indsats mod korruption, med blandt andet oprydning i den såkaldte ”taxi mafia” og fjernelse af ulovlige bygninger og erhvervsdrivende på turist strandene. En ny meningsmåling i begyndelsen af juli viste, at næsten 90 % af befolkningen var mere tilfredse nu, end før militærkuppet. Afsatte premierminister Yingluck Shinawatra fik tilladelse til at rejse til Paris for at deltage i sin bror, tidlige afsatte premierminister Taksin Shinawatras 64-års fødselsdag. Trods formodninger om at hun ville søge asyl i udlandet, vendte hun tilbage som planlagt. Pressecensuren blev lempet den 22. juli, så den i vid udtrækning blev til selvcensur.

## Juntaleder bliver premierminister
Den 21. august 2014, valgte NCPO (Det Nationale Råd for Fred og Orden) militærjunta leder, general Prayut Chan-o-cha som Thailands 29. premierminister. Den 7. august 2016, gennemførte regeringen en folkeafstemning om en ny forfatning (grundlov), der blev stemt igennem med et flertal på 61 %. Forfatningen var omdiskuteret, især i udlandet, da den gav militæret mere magt gennem NCPO, blandt andet ved, at medlemmer til Senatet blev udpeget, i stedet for folkevalgt, og at Senatet fik vetoret og kunne udpege en premierminister, hvis der ikke kunne opnås enighed om valg af premierminister mellem Parlamentet og Senatet. En udpeget premierminister behøvede ikke, at være medlem af Parlamentet, men kunne højst sidde i fem år. Yderligere blev det kritiseret, at den ny forfatnings §265 svarede til militærjuntaens midlertidige forfatnings undtagelsesparagraf, §44, der gav NCPO fuldstændige beføjelser indtil et nyvalgt parlament tiltrådte, hvilket i praksis betød, at general Prayut Chan-o-cha kunne afsætte parlamentet, hvis han ikke brød sig om det.
Efter kong Bhumibol Adulyadejs død den 13. oktober, 2016, og tronskiftet den 1. december, blev det kong Maha Vajiralongkorn Bodindradebayavarangkun (Rama X), der skulle underskrive den ny konstitution. Den 10. januar 2017, meddelte premierminister Prayut Chan-o-cha imidlertid, at kongen ønskede indføjet tre-fire ændringer vedrørende kongens autoritet, ændringer som ikke vil berøre folkets rettigheder og frihed, da disse ændringer alene vedrørte kongens historiske rettigheder til at udpege sit statsråd. Omskrivningen ville kunne udføres under premierminister Prayut Chan-o-chas selvproklamerede, fuldstændige magtbeføjelser, og godkendes af det militærjunta-udpegede kabinet. Det blev understreget, at "køreplanen" for det forventede demokratiske valg af en ny regering, ikke blev forsinket, valget var allerede udskudt flere gange, fra først lovet gennemført i 2015, til november 2018, blandt andet på grund af kongens død og efterfølgende kremeringsceremoni. Kong Maha Vajiralongkorn Bodindradebayavarangkun underskrev den ny konstitution, den 6. april, 2017. En meningsmåling offentliggjort i juni 2017 viste, at 70 % af befolkningen mente, at demokratisk parlamentsvalg først skulle gennemføres, når nationen var parat til det, mens 30 % mente, at et valg skulle ske som planlagt i juntaens "køreplan".
Efter tre års junta-styre blev militæret endnu stærkere indlejret i samfundet, også selv om det altid havde spillet en prominent rolle i Thailand. Premierminister, general Prayut Chan-o-cha, havde siden kuppet haft et ugentligt fredags prime time Tv-show, mellem nyheder og en populær sæbeopera-serie, hvor han talte om alt, lige fra værdi af beskedenhed, til statsøkonomi. Den af kongen nyligt godkendte forfatning svækkede permanent politikernes indflydelse ved fremtidige folkevalgte regeringer. Militæret sad på 143 af parlamentets 250 sæder, under den foregående junta, efter 2006-kuppet, udgjorde militærets antal pladser kun 67 ud af 242. Også blandt senatets 36 medlemmer havde 12 af dem militær baggrund, efter 2006-kuppet var der fire officerer blandt 37 senatorer. Flere end halvdelen af statsrådets 13 medlemmer var militærfolk, rådet der rådgiver kong Vajiralongkorn, som selv var militæruddannet. NCPO, Kommiteen for Fred og Orden, havde udstedt 358 forordninger, og har blandt andet lanceret initiativer som en hotline til at rapportere udisciplinære buddhistiske munke, og såkaldte attitude-justerings-programmer for berusede chauffører. Forskellige kampagner havde dækket alt fra opløsning af taxi-bander i lufthavne, til oprydning af gadehandelsboder, sidstnævnte mest med blandede resultater. Befolkningen virkede umiddelbart ubekymret, og forskellige meningsmålinger viste tilfredshed med militærregeringen, men i begyndelsen af 2017 syntes opbakningen at smuldre, og juntaen fandt behov for at rebrande sig selv. Dette kom til at ske med en sæbeoperaserie, som er meget populære i Thailandsk TV, hvori seerne fulgte fire hovedpersoner, der arbejdede i forskellige væbnede styrker, som hæren, flåden, politiet og luftvåbenet.
En efterfølgende meningsmåling i august 2017 viste 48,7 % folkelig opbakning til den siddende militærregering, mens juntaleder og premierminister, general Prayut Chan-o-cha, havde lidt over 80 % opbakning for henholdsvis lederskab (81,2 %) og ideologi (82,3 %). 73,6 % af svarerne mente, at juntaens politik og tiltag havde været effektive. Men allerede få måneder senere, i begyndelsen af december, var opbakningen stærkt faldende, primært grundet regeringens dårlige overblik med håndtering af kommentarer på sociale medier, og provokerende svar fra ledende embedsmænd, der tydede på, at generalerne handlede politisk bevidst. Målt på en skala fra 1-10, blev militærjuntaen i meningsmålinger bedømt til 7,02 lige efter kuppet i 2014, et år senere til 6,15, to år efter kuppet til 6,48, og efter tre år til 5,73. Til sammenligning blev den demokratisk valgte Yingluck Shinawatra-regering umiddelbart før militærkuppet bedømt til 5,28.

## Bombeattentater i 2015
Den 17. august 2015, klokken 18:58 lokaltid eksploderede en kraftig bombe midt i den travle myldretid på et af Bangkoks befærdede hovedstrøg ved den brahmanske helligdom Erawan. Bomben krævede 20 dødsofre og 126 tilskadekomne, heriblandt adskillige udlændinge. Da mange asiatiske turister besøger Erawan-helligdommen, var de i overtal blandt de udenlandske ofre, især kinesere og malayer. Der var ingen danskere eller skandinaver blandt ofrene. Dagen efter, den 18. august, klokken 14:39 lokaltid, detonerede endnu en bombe ved Chao Phraya-flodens Taksin-bro, et travlt trafikknudepunkt. Ingen kom til skade ved eksplosionen. Bomben var af samme type, som den aftenen før, men af noget mindre styrke – dog var begge bomber rettet mod mål med mange turister, med hensigt at dræbe mennesker.
Den 29. august om eftermiddagen anholdt politiet en mistænkt i Bangkoks Nong Chok-distrikt i forbindelse med de to bomber. Efterfølgende blev flere mistænkte anholdt, størstedelen uighurere, et overvejende sunni-muslimsk, religiøst minoritet i Kina, som ønsker en egen selvstændig stat. En del uighurere brugte Thailand som transitland for videre rejse til Tyrkiet. Knap to år senere, i maj 2017, begyndte de første retsmøder efter lange uoverensstemmelser om tolke for de to hovedmistænkte, etniske uighurere, Adem Karadag og Yusufu Mieraili, der under tidligere politiafhøringer havde erkendt, at have fremstillet og placeret bomben ved Erawan-helligdommen. Retssagen skønnedes at kunne komme til at vare til 2020.
Bomberne blev ikke klassificeret som terror.
De fleste analytikere har konkluderet, at bombeangrebet var Uighur-militantes arbejde som hævn for, at militærregeringen nogle måneder tidligere, med tvang havde hjemsendt flere end hundrede uighurer til Kina, mod deres vilje.

## Bombeattentat mod militærhospital i 2017
På tre-årsdagen for 2014-militærkuppet, eksploderede en bombe om formiddagen den 22. maj 2017, på King Mongkut Hospital, et militærhospital i Bangkok. Eksplosionen skete i et receptionsområde forbeholdt syge og ældre militærofficerer. Den 15. juni arresterede myndighederne en 62-årig pensioneret elektroingeniør og i december, blev han idømt 27 års fængsel, nedsat fra livstid, da han havde tilstået.

## General Prayut Chan-o-cha som politiker
Medierne begyndte at spekulere i, om juntaleder Prayut Chan-o-cha ville søge opstilling til valg, da han startede på at rejse rundt til flere provinser for at møde befolkningen, og lade sig fotografere sammen med bønder, som var det under en valgkampagne. En meningsmåling i juni 2017 havde vist, at 53% af thaierne ville stemme på ham som premierminister for en ny 4-årig periode. Lederen af NLA, National Legislative Assembly (Nationale Lovgivende Forsamling), sagde i september 2017, at et demokratisk parlamentsvalg kunne forventes omkring november-december, 2018. Chan-o-cha bekræftede efter sit besøg i USA hos præsident Donald Trump i oktober, 2017, at et demokratisk valg skulle afholdes i november, 2018. Men han sagde yderligere, at det burde være et demokrati, der opretholdt en thailandsk egenart. Han understregede, at regeringen havde brug for samarbejde fra politikere fra alle politiske partier, vedrørende gennemførelsen af den 20-årige nationale strategi, og at alle politiske partier burde bygge videre på det fundament, som regeringen, og den Nationale Komite for Fred og Orden (NCPO), havde etableret. Politiske partiers ændringer i strategien, skulle være i overensstemmelse med (militær-regerings) lovene, så man kunne være i stand til at skelne mellem parti-platforme og den nationale strategi.
Teknisk set kunne juntaleder Prayuth Chan-o-cha ikke stille op til et valg, da han i så fald skulle være trådt tilbage fra sin post allerede i 2017, men et politisk parti kunne nominere ham som frontfigur. Den af militæret nyskrevne forfatning, der blev vedtaget ved en folkeafstemning i 2016 og underskrevet af kongen i 2017, åbnede imidlertid for en anden mulighed, nemlig at han kunne blive udpeget som en udefrakommende premierminister, hvis både Repræsentanternes Hus (parlamentet) og det af militæret udvalgte Senat, nominerer ham, ifald det vindende politiske partis kandidat, ikke havde fået nok stemmer. Uanset om Chan-o-cha stillede op som kandidat til et kommende valg, så havde hans diktatregering, med adskillige lovændringer, sørget for, at militæret under alle omstændighed fik en afgørende indflydelse på thailandsk politik i flere kommende årtier.

## Watchgate
Begrebet "Watchgate", opkaldt efter USAs Watergate skandale, opstod i løbet af januar, 2018. En irriterende sag for militærjuntaen, hvor forsvars- og vicepremierminister, general Prawit Wongsuwan, af regeringskritikere blev anklaget for korruption. Det skyldtes, at han blev fotograferet med et kostbart luksus-armbåndsur, samt en stor diamantring, der ikke figurerede på den tidligere indberetning over ministerens formue og værdigenstande. En efterfølgende kritisk gennemgang af fotografier i diverse nyhedsmedier viste Prawit med 20-25 forskellige luksusure, til en samlet værdi på mindst 1,2 mio. USD (ca. 7 mio. DKK), hvor flere medier anslog et højere beløb, hvilket syntes uoverkommeligt at kunne afskaffes for en ministerløn. Uklare forklaringer om lån fra en afdød ven, der samlede på armbåndsure, medførte at NACC (National Anti-Corruption Commission, da. Den Nationale Anti-korruptions Kommitte) skulle undersøge sagen. Komiteen blev imidlertid beskyldt for at være inhabil på grund af tætte forbindelser til hovedpersonen, general Prawit Wongsuwan. Oppositionspolitikere mente at juntaleder Prayut Chan-o-cha skulle skille sig af med sin udenrigs- og vicepremierminister, men Chan-o-cha tøvede med at afskedige sin personlige ven og militærkollega, trods Wongsuwan var parat til at træde tilbage, hvis han var uønsket til at varetage sin ministerpost. Wongsuwan udfyldte en vigtig position i juntaen, og uden hans "stærke figur" til varetagelse af fred og orden, kunne sikkerheden svækkes. Regeringskritikkere spurgte om »tiden var ved at rinde ud for militærjuntaen efter Watchgate«. I begyndelsen af februar (2018) kom endnu et tilbageslag for den siddende militærregering, de en onlineafstemning, der egentlig skulle vise opbakning til general Prawit Wongsuwan, viste sig at være overvejende falsk. Vedvarende kritik af regeringen i forbindelse med Watchgate, medførte at militæret, på juntaens ordre, fjernede nyhedsagenturet PPTVs direktør. Siden militæret greb magten i 2014, havde myndighederne advaret pressen mod at kritisere styret og retsforfulgt en række journalister, samt lukket tv-stationer, for kritisk dækning.
Den meningsdannende engelsksprogede avis The Nation skrev om Watchgate, at siden sin kontroversielle magtovertagelse, havde Prayut Chan-o-cha prioriteret en kampagne mod korruption, men »Thailands onde cyklus er: Magtfulde politikere erklærer krig mod korruption og alle, undtagen deres egne, straffes.« Avisen tilføjede, at »på en måde er det lykkedes for Prawit Wongsuwan, hvor Chan-o-cha fejlede, da viceministeren havde opløst alle politiske farver, hvor mange mennesker, der aldrig tidligere kunne forenes, nu gik sammen i et forsøg på, at tvinge ham ud af kabinettet.« Et af problemerne var, at hvis en minister, her Prawit Wongsuwan, forlod sine poster i utide, kunne den, der havde udpeget ham, i dette tilfælde juntaleder Prayut Chan-o-cha, tabe ansigt (tabe ære).
I begyndelsen af september fortalte Prawit Wongsuwan, at han var uskyldig i relation til sagen om luksusurene, og at han havde leveret alle 25 armbåndsure tilbage til deres retmæssige ejer, da han kun havde lånt dem og båret dem gennem en 10-årig periode. Dette indikerede, at han ikke ville lade den Nationale Anti-korruptions Kommitte undersøge dem. Anti-korruptions aktivister mente, at Wongsuwan havde overtrådt artikel 103 i antikorruptionsloven, som forbød politikere og statslige embedsmænd at acceptere gaver, der var værdsat til over 3.000 baht (cirka 600 DKK). Der var firmaer i udlandet, som udlejede luksusure mod betaling, så ved at låne og bruge dem, havde Wongsuwan modtaget nogle fordele, ifølge aktivisterne.
I slutningen af december afgjorde NACC med stemmerne 5:3, at Prawit Wongsuwan var uskyldig i relation til sagen om luksusurene.

## Middelklassen og militærjuntaen
Totalitære regimer var nærmest almindelige i Thailand, som siden den demokratiske transformation i 1932 havde oplevet en lind strøm af autoritære regeringer, der nærmest blev indlejret i det thailandske folks tankegang, som toleranceånd over for militærets vilkårlige dominans, og ifølge kritikere, dets foragt for retsstatsprincippet. Efter en længere periode med politisk kaos, der forkrøblede nationens hovedstad, Bangkok, genindførte militæret ro og stabilitet, hvilken handling blev anset som genindførelse af traditionelle thailandske værdier. De urbane middelklassethaier omfavnede tilsyneladende helhjertet 2014-kuppet, selv om det væltede en demokratisk valgt regering. Middelklassens tolerance for diktaturet, gjorde dem, ifølge militærjuntaens kritikere, samtidig intolerante over for manglende ytringsfrihed og demokratiske processer, og med manglende intellektuel kapacitet til at forstå nuancerne i thailandsk politik, og endnu værre, til at forstå demokrati, globalisering og universelle normer.
Forskere i politik mente, at den politiske elites opbakning var afgørende for et succesfuldt thailandsk demokrati. Det handlede om eliten ville ændre holdning, og om militæret ville. Pludselige ændringer, og en ny forfatning (grundlov), var ikke nødvendigvis vejen, da det kunne få den politiske højrefløj til at føle, at den tabte magt og indflydelse, ændringer burde foregå gradvist. Den offentlige mening havde tillige potentiale til at spille en vigtig rolle, ved at opmuntre eliten til at ændre sig, uden det pres skete der ikke noget.

## Militærets politiske magtposition
I Thailand er den mest magtfulde sikkerhedstjeneste hæren, og nationens største budgetpost går til militæret. Historien har tillige vist, at Thailand er kup-tilbøjelig. Da militæret, under ledelse af general Sonthi Boonyaratglin, kuppede Thaksin Shinawatra i 2006, gav man kort tid efter magten tilbage til en folkevalgt regering, lige som efter 1991-kuppet, mens militæret efter 2014-kuppet, under general Prayut Chan-o-cha, forsøgte at fastholde sin magtposition, centreret omkring kun to personer, med Chan-o-cha som udpeget premierminister og forsvarsminister, samt forhenværende hærleder (2004-2005), tidligere general Prawit Wongsuwan – kendt som "Big Brother" (dansk: storebror) og hjernen (oversat fra engelsk: mastermind) bag militærkuppet – som vice-premierminister. Ikke siden 1973, med generalerne Thanom Kittikachorn og Praphas Charusatien, havde der været så meget magt koncentreret omkring kun to personer.
Prayut Chan-o-cha, der blev pensioneret som general kort tid efter efter kuppet, havde sikret sig opbakning fra ledende officerer i hærens to magtfulde koncentrationer, henholdsvis Buraphapayak-fraktionen (B), som Prawit Wongsuwan kom fra, og Buraphapayak/Taharn Sua Rachanee-fraktonen (B/TSR), som Prayut Chan-o-cha selv kom fra, samt udnævnelser til de magtfulde positioner i såkaldte De Fem Tigre, der bestod af hærlederen, vice-kommandanten, stabschefen, og to assisterende kommandanter, inklusive ledelsen af hærens fire regionale kommandoer. Desuden havde militærregeringens ny forfatning med Artikel 44, givet juntaen militært overherredømme, selv over hærchefen. Denne opbakning ændrede sig med kong Bhumibols død i 2016 hvor kongehuset, der er nationens øverste ledelse, blev mere direkte involveret i kontrol over de væbnede styrker, med udvælgelse af højtstående militære embedsmænd og omorganisering af militæret, hvorved militærjuntaen begyndte at miste grebet om hærens opbakning. General Apirat Kongsompong fra Wongthewan-fraktionen, en ærke-royalist med tætte bånd til kongehuset, blev udnævnt til hærchef, og begyndte at tage kontrol over positionerne i De Fem Tigre.
Paul Chambers, særlig rådgiver om internationale anliggender ved ASEAN-centret på Naresuan University i Phitsanulok, konkluderede, at siden 2017 havde Thailands militær gennemgået organisatoriske ændringer, hvor den vigtigste var, at enheder begyndte at blive flyttet fra Bangkok til de omkringliggende provinser, og de tilbageværende 11. infanteritegiment og Den 4. Kavaleribataljon kom under direkte styring fra kongehuset, snarere end hverken hærchef, junta-leder eller forsvarsminister. Denne transformation afsluttes før general Apirat Kongsompong går på pension i 2020, og mindsker den militærjuntaenstyrede NCPOs (Den Nationale Komite for Fred og Orden) indflydelse på Bangkok-baserede tropper på landjorden, hvorfra statskup plejer at begynde. Efter fem års ledelse svækkedes Prayut Chan-o-chas opbakning fra militæret, uanset han måtte dominere en efterfølgende (delvis demokratisk) valgt regering. Selvom NCPO ikke fortsat kunne dominere hæren, hvor de væbnede styrker enten kunne stå over for en intens turbulent periode, eller en hidtil uset bevægelse mod personlig kontrol fra landets nye kongelige overhoved, ændredes der ikke ved, at Thailands militær stadig har monopol på nationens politiske landskab.

## Genindførelse af demokrati
I slutningen af januar, 2018, besluttede et flertal i NLA, National Legislative Assembly (Nationale Lovgivende Forsamling), at et valg tidligst kunne afholdes 90 dage efter en publiceret dato, altså tidligst i februar, 2019. Enkelte medlemmer af NLA mente at 150-180 dage var mere passende. Selv om der stadig var politisk forsamlingsforbud, demonstrerede flere hundrede mennesker den 10. februar på pladsen med Demokratimonumentet i Bangkok med krav om demokrati, den største anti-junta demonstration siden militæret tog magten i 2014. Demonstranterne forlangte valg afholdt i november måned, som oprindeligt lovet. Små aktivist grupper var tidligere ulovligt, men fredeligt forsamlet med krav om valg. Politiske partier havde i månedsvis forinden bedt om, at forsamlingsforbuddet blev ophævet, så partierne kunne forberede deres valgkampagner. I juni sagde premierminister, juntaleder general Prayut Chan-o-cha, at kroning af Kong Vajiralongkorn, der overtog tronen i december 2016, skulle foretages inden der kunne afholdes parlamentsvalg. Det efterfølgende valg ville efter loven kunne afholdes senest i maj måned (2019), dog ville februar være et fordelagtigt tidspunkt. Kroningen blev efterfølgende planlagt til den 4. maj til 6. maj 2019.
Den 17 dage lange succesfulde redningsaktion i juni-juli af 12 fodbolddrenge og deres træner i Tham Luang-grotten i det nordlige Thailand kom meget behændigt for militærjuntaen og Prayut Chan-o-cha, hvor populariteten i meningsmålinger var faldende. Med flere end 2.000 militærpersoner involveret i redningsarbejdet, blev den et eksempel på, at militæret var en troværdig enhed. Mange så stadig Chan-o-cha som en militærmand, og de væbnede styrker anså sig selv¨, som beskytter af monarkiet, hvor flere militærkup var foretaget i "kongens navn". Også Kong Vajiralongkorn sendte hjælp i form af køkkenvogne og personel til at bespise redningsarbejderne, og paladset (Den Kongelige Husholdning) donerede lys og andet udstyr.
Politiske iagttagere mente, at Chan-o-cha havde planlagt en tre-trins-raket, hvor første trin var, at de to love om henholdsvis valg af parlamentsmedlemmer, og udpegning af senatorer, blev godkendt i september. Lovene ville træde i kraft 90 dage senere, og derefter kunne valg afholdes efter 150 dage. Andet trin, også i september, var møder mellem NCOP (Det Nationale Råd for Fred og Orden) og de politiske partier, for at bane vej til ophævelse af forbuddet mod politisk aktivitet. Imens de politiske partier var afskåret fra at deltage, havde Chan-o-chas tilhængere været aktive med at organiserer kandidater og vælgertilslutning, så han kunne vende tilbage som premierminister efter et valg, der kunne blive som et væddeløb mellem tre heste. Det tidligere regeringsparti Pheu Thai, hvor Yingluck Shinawatra havde været premierminister, ville gøre alt for at få et politisk comeback, mens Democrat Party, nationens ældste parti, hvor dets leder, Abhisit Vejjajiva, var premierminister før Yingluck, allerede havde udelukket opbakning til Chan-o-cha som premierminister. Hvorvidt Chan-o-cha selv ville deltage i valget var uklart, men den ny forfatning var skrevet således, at han kunne få posten overrakt på et sølvfad, hvis de folkevalgte ikke kunne enes om en premierminister.
Den foreløbige valgdato blev fastsat til 24. februar, hvilket Chan-o-cha bekræftede under sine rundrejser i nationen. Han opfordrede i august folk sydpå, hvor partiet Demokraterne plejede at få næsten samtlige stemmer, til ikke at stemme på de samme personer, som ved sidste valg. I de nordlige provinser havde Shinawatra-klanen sine tilhængere og stort flertal, og der havde han advaret folk om, ikke at lave den samme fejl igen. I begyndelsen af september blev den ny valglov underskrevet af kongen, samtidig blev begrænsningen af politiske partiers aktiviteter delvist ophævet.
I slutningen af september 2018 erkendte Chan-o-cha for første gang, at han var interesseret i et politisk hverv, men han ville ikke melde ud, hvilket politisk parti han støttede. Den ny valglov kunne være til Prayuts fordel. Loven var mere demokratisk end den tidligere, idet alle afgivne stemmer skulle tælles to gange, dels som en stemme i den lokale kreds, og dels som en stemme i det samlede landsresultat. Hvis et parti i samlede stemmer vandt 200 af parlamentets 500 sæder, men kun havde opnået 190 kredsmandater, vil partiet få 10 tillægsmandater. Den tidligere valglovs kvotesytem ville have tildelt flere tillægsmandater til større partier, Yingluck Shinawatras Pheu Thai-parti fik omkring 15 millioner stemmer ved 2011-valget, hvilket gav dem 204 kredsmandater og 61 tillægsmandater, med den ny valglov ville Pheu Thai kun have opnået 10 tillægsmandater. Dette "enhver stemme tæller" princip kunne blive væsentligt for Prayut Chan-o-cha, da der skulle 25 pladser i parlamentet for at nominere en premierminister, og yderligere 25 pladser til at godkende nomineringen. For at blive valgt, skulle kandidaten opnå støtte fra 376 parlamentsmedlemmer, inklusive udpegede senatorer. Politiske iagttagere mente, at omkring halvdelen af parlamentet vil støtte Chan-o-cha, så Pheu Thais eneste reelle change var, at vinde en jordskredssejr.
Selv om Prayut Chan-o-cha blot syv måneder tidligere havde udtalt, at han foretrak "rigtig lykke" i stedet for at anvende sociale medier, oprettede han den 13. oktober (toårsdagen for kong Bhumipol's død) profiler på både Facebook, Twitter og Instagram, for at styrke sin popularitet. Facebook-kontoen fik 150.000 følgere og 144.000 "likes" i løbet af få dage. Det fra de Ungdomsolympiske lege netop hjemvendte Moo Pa (engelsk, Wild Boars; dansk Vildsvinene) drengefodboldhold lagde vejen forbi premierministeren, der delte selfies sammen med de såkaldte "vildsvin". Avisen The Nation nævnte i sin leder, at dette tiltag kunne give bagslag, da de sociale mediers verden er styret af lighed og frihed. Flertallet af mere end 10.000 kommentarer var heller ikke alle lige venlige, mange indeholdt kritik, satire, angreb og endog mobning. Chan-o-cha blev kaldt dobbeltmoralsk, for at forbyde andre politikere, i at nå ud på sociale medier, mens han selv udnyttede det fuldt ud. Mange kommentatorer krævede en demokratisk valgt premierminister og opfordrede generalen til at træde tilbage. Hans tilhængere og militærinformationsapparatet reagerede ved kraftigt, at forsvare deres juntachef, og opfordrede ham til at holde magten så længe som muligt. De kritiske kommentarer var i overtal, ifølge The Nation.
Ved deadline i slutningen af november for kandidaters registrering til et politisk parti senest tre måneder før parlamentsvalget, havde Chan-o-cha ikke tilsluttet sig noget parti. Det behøvede han heller ikke, da den af militærjuntaen indførte forfatning, gav ham mulighed for at blive premierminister uden en eneste folkevalgt stemme. "Det kommende valg kunne således blot være en legalisering af generalens forsættelse som magtfuld leder", skrev avisen The Nation i en lederartikel. Trods Chan-o-cha i juni havde sagt, at den ny konge, Vajiralonkorn, skulle krones før der kunne afholdes parlamentsvalg, sagde han i december, at valget kom først, og derefter kroningen. Valgdatoen 24. februar 2019 blev officielt bekræftet af militærjuntaen den 8. december, samt at valgresultatet skulle offentliggøres senest 25. april 2019, og at første møde for det ny parlament blev den 9. maj 2019. Den 11. december blev det fem-årige forbud mod politiske aktiviteter ophævet, så valgkampen til det forestående valg kunne gå i gang. Samtidig meddelte valgkommissionen, at resultatet af stemmeoptællingen kunne forventes fem timer efter valgstederne lukkede. Der var i begyndelsen af 2019 debat og efterfølgende mindre demonstrationer om, hvorvidt valgdatoen blev udsat til efter kongens kroningsceremoni i maj måned, da det kongelige dekret, for at kunne afholde valg manglede underskrift. Det blev dog underskrevet den 23. januar, og senere samme dag meddelte valgkommissionen, at valget skulle afholdes den 24. marts 2019.
Den engelsksprogede avis Bangkok Post anklagede i en leder militærjuntaen for at haste en række love igennem, der tilgodeså udvalgte samfundsgrupper og eliten, inden parlamentsvalget. Selv om militæret stadig ville have stor indflydelse efter valget, ville det være mere besværligt at gennemføre tilsvarende love sammen med demokratisk valgte parlamentsmedlemmer.

### Nominering af premierministerkandidater
Den 8. februar var sidste dag for de forskellige politiske partier til at nominere deres kandidat til premierministerposten ved parlamentsvalget den 24. marts 2019.
Den engelsksprogede avis The Nation skrev i sin leder, at valget kunne blive en overgang til Thai-style democracy (dansk: thai-stil demokrati), da militærjuntaens forudgående forfatningsændring gav NCPO (National Committee of Peace and Order, dansk: Det Nationale Råd for Fred og Orden), og dermed militæret, vide beføjelser til at kunne fastholde sit greb omkring ledelsen af nationen. Militærjuntalederen, tidligere general og selvudnævnte premierminister Prayuth Chan-o-cha, havde stor opbakning i det centrale Thailand og især blandt middelklassen, mens billedet i de nordlige provinser var anderledes, hvor forhenværende Thaksin Shinawatra-tilhængere var loyale, da både han, og hans søster Yingluck Shinawatra havde leveret det, de lovede i deres tidligere valgkampagner.
Som ventet blev siddende premierminister, Prayut Chan-o-cha, nomineret som premierministerkandidat for det militærjunta-tro nystiftede politiske parti, Phalang Pracharat Party, umiddelbart før deadline. Dagens valgchok kom næsten samtidigt, da det det Shinawatra-tro politiske parti, Thai Raksa Chart, meddelte, at prinsesse Ubolratana Mahidol, ældste datter af afdøde Kong Bhumibol og storesøster til den regerende konge, Vajiralongkorn, opstillede som deres premierministerkandidat. Det blev første gang gennem 86 års konstitutionelt monarki, at kongefamilien søgte direkte politisk indflydelse, hvilket sendte umiddelbare chokbølger gennem nationens politiske felt. Prinsessen var ven med Thaksin Shinawatra. Militærjuntaleder Prayut Chan-o-cha kom således i (indirekte) valgkamp mod et medlem af kongehuset, der havde støtter både blandt juntatilhængere og blandt protestbevægelsen Gultrøjer, samt blandt det Shinawatra-tro modstykke, Rødtrøjer, der kæmpede mod Gultrøjerne under de tidligere politiske uroligheder i Bangkok.
Selv om royale tilhængere havde afvist rygter om Prinsesse Ubolratana Mahidols politiske kandidatur som fake news, måtte de i løbet af den 8. februar erkende, at hun ikke blot var nomineret, men måske, som en berømt munk havde profeteret det, at "en kvinde på en hvid hest" skulle redde Thailand i dets mørkeste øjeblik. Nomineringen kunne transformere valgkampen bort fra, at være et simpelt opgør mellem en royalistisk militærjunta og Thaksin Shinawatras populisme.
Prinsesse Ubolratana Mahidol opgav sine kongelige titler da hun under sine studier i 1972 giftede sig med en amerikansk medstudent ved Massachusetts Institute of Technology (MIT), Peter Ladd Jensen. Hun ændrede sit navn til Julie Jensen og boede i USA i mere end 26 år, før parret blev skilt i 1998. Parret fik to døtre, Ploypailin Jensen og Sirikitiya Jensen, samt en søn, Poom Jensen, der omkom under 2004-tsunami-tragedien. Efter sin skilsmisse kom hun tilbage til Thailand og modtog atter kongelig titel, tul kramom, der normalt oversættes til prinsesse, men titlen betyder "datter af en regerende konge og dronning". Hun havde en større medieprofil end nogen af sine søskende, blandt andet grundlagde hun en kampagne og fond mod narkotikamisbrug i 2002, der siden fik over 31 millioner medlemmer fra hele kongeriget, for det meste unge mennesker.
Ved sin første fremtræden som premierministerkandidat sagde Prinsesse Ubolratana Mahidol, at hun accepterede nomineringen og lovede, at lede landet mod en gylden tidsalder. Hun præciserede også, at hun allerede havde afgivet alle kongelige titler og levede som en almindelig, hvorfor hun udøvede sine rettigheder og frihed, i henhold til forfatning og lov.
Prinsesse Ubolratana Mahidols politiske kandidatur udfordrede Thailands skrappe lèse majesté-lovgivning. Kan en "kongelig" politiker kritiseres, eller tegnes som en politisk karikatur? Ubolratana Mahidol insisterede, at hun "er almindelig borger", efter at have opgivet sine kongelige titler næsten fem årtier tidligere. Alligevel blev hun betragtet som en prinsesse af medierne og meget af samfundet. Hendes titel siden 2001 som tul kramom er infunderet med rajasap, et khmer-inspireret kongeligt hofsprog, forbeholdt den kongelige familie. Rajasap-titlen blev også brugt i thaisprogede medier, selv om de samtidig nævnte, at hun "er almindelig". En reporter fra TNN24-nyhedssitet fortalte, at hun blev instrueret af Kongehusets Kontor (Royal House Bureau), om at anvende rajasap-titlen og "vise tilsvarende kongelige respekt", når der skrives om Ubolratana Mahidol. Paul Chambers, lektor ved Naresuan University, sagde ifølge den engelske avis The Guardian, at selvom Ubolratana Mahidol ikke var under lèse majesté-loven, ville åben misbilligelse af hende, og hendes politik, blive vanskelig, og at hun bestemt var en trussel mod Prayut Chan-o-cha, fordi hun havde langt mere legitimitet over for thailændere, end en kupleder. I en anden artikel kaldte The Guardian nomineringen for "Thaksin Shinawatras politiske mesterstykke" eller "hævn". Det var i vid udstrækning ventet, at Prayut Chan-o-cha ville vinde valget, men kun på grund af mangel på en troværdig udfordrer. Det blev ændret med Ubolratana Mahidols kandidatur. De øvrige thailandske politiske partier forblev alle tavse efter nomineringen.
En leder af projunta People's Reform Party (dansk: Folket Reformparti) anmodede senere på dagen valgkommissionen om at vurdere, om nomineringen af Hans Majestæt Kongens ældste søster, Prinsesse Ubolratana Mahidol, til premierministerposten overtrådte valgloven, da hun kunne krænke en lov, der forhindrer politiske partier i at stole på monarkiet under deres kampagne. Partiet bad endvidere valgkommissionen vurdere, om Prinsesse Ubolratana Mahidols kandidatur var forfatningsstridig.
Klokken 23 om aftenen, knap 14 timer efter kandidaturet var annonceret, meddelte kong Vajiralongkorn overaskende i en erklæring, at Ubolratana Mahidol ikke ville kunne bestride embedet som premierminister. Selvom hun havde afgivet sin royale titel, var hun "stadig medlem af Chakri-dynastiet, og det er imod den kongelige tradition og den nationale kultur, at et højtstående medlem af den kongelige familie bliver involveret i politik, det anses for at være uhensigtsmæssigt. Kongehuset er hævet over politik ifølge alle nationens forfatninger, og kongefamilien skal være politisk neutral", sagde kongen i erklæringen. Den 9. februar om morgenen takkede Prinsesse Ubolratana Mahidol via sin Instagram-konto alle for deres støtte til hende om fredagen, hvor der var deadline for preminierministerkadidaterne. Hun skrev blandt andet, at hun gerne ville se Thailand blive beundret og accepteret af det internationale samfund, og at alle thailændere kunne nyde deres rettigheder og chancer. Hun sluttede af med at ønske alle held og lykke. Thai Raksa Chart-partiet accepterede kongens ordre og lovede fuld loyalitet over for kongehuset.
Mens der ventedes på valgkommissionens officielle afgørelse om legaliteten af Prinsesse Ubolratana Mahidols kandidatur som premierministerkandidat, begyndte Thaksin Shinawatras politiske modstandere, at forsøge på, at få hans støtteparti (på engelsk kaldt "proxy party", hvilket nærmere er "stedfortrædende parti"), Thai Raksa Chart, suspenderet fra valgkampen, eller opløst, fordi partiet overtrådte gældende regler, ved at nominere en kongelig person. Partiets advokat insisterede, at partiet var uskyldigt, og nomineringen var sket med prinsessens godkendelse, samt at opløsning af partiet, og et livsvarigt forbud mod at deltage i politisk aktivitet for partiets parlamentskandidater, ville svare til dødsstraf (oversat fra engelsk: capital punishment).
New York Times skrev efterfølgende, at tilbagetrækningen af Ubolratana Mahidols kandidatur ville afkøle den politiske temperatur, fordi kandidaturet ville have medført fornyede spændinger og polarisering, ifølge Thitinan Pongsudhirak, forsker i politik ved Chulalongkorn-universitetet i Bangkok. Andrew MacGregor Marshall, lektor i journalistik på Edinburgh Napier University og forhenværende Reuters-redaktør, samt forfatter til den i Thailand forbudte kongehuskritiske bog A Kingdom in Crisis (Et kongedømme i krise), mente derimod, at fredagsbegivenhederne, og især kongens erklæring, havde vist, at Thailand var endnu mere polariseret end nogensinde tidligere. Seniorforsker Marte Nilsen fra Peace Research Institute i Oslo var af samme opfattelse og udtalte, at »på samme måde som det politiske Thailand er splittet, og militæret er splittet, så er der også forskellige positioner internt i kongehuset, men det er sjældent, at man ser den type åbenlyse modsætninger, som her.« Det var dog for tidligt at vurdere, hvad det præcist var udtryk for.
Thailandske medier var på grund af selvcensur, derimod ikke frit stillet til at kunne analysere og spekulere, skrev avisen Khaosod i sin leder og tilføjede, at "8. februar, 2019, nok var den mest spændende dag siden Enevældet sluttede for 87 år siden". Avisen skrev dog, at "de, der støttede Thai Raksa Charts nominering af Ubolratana Mahidol, hævdede, at det nok var den mest sikre, hvis ikke den eneste mulige vej, til at besejre juntaen ledet af Prayut Chan-o-cha. Om ikke andet, så blev Thailands resultat af disse chokerende 14 timer (fra nominering til kongens erklæring) en komplet genopblussen af den ulmende politiske vulkan, med had på begge sider, som aldrig tidligere, siden militærkuppet (2014)". Trods bandlyst i Thailand, blev Andrew MacGregor Marshall citeret i den engelsksprogede avis The Nation, som værende den første til at udbrede nyheden om Ubolratana Mahidols kandidatur allerede om onsdagen (6. februar) på Facebook, hvor han kaldte det en vigtig udvikling, der ville medføre en dramatisk omlægning af nationens politiske styrker: »Det varsler slutningen af den bittre Rødtrøjer-mod-Gultrøjer politiske konflikt efter 14 skadelige år. En ny politisk bosættelse tager form før kroningen af HM Kong Vajiralongkorn i maj måned. Prayut Chan-o-Chas håb om, at kunne blive på posten som premierminister efter valget, blev knust med et slag. Endnu engang har Thaksin Shinawatra vist sin ekstraordinære evne til at komme tilbage fra randen af nederlag.«
Australske ABC News citerede Andrew MacGregor Marshalls analyse efter kongens erklæring: »Royalister, der var blevet forfærdet af udsigten til en politisk aftale med Thaksin Shinawatra, glæder sig nu, mens de thailændere, der troede aftalen ville afslutte den politiske konflikt, er knust. De politiske spændinger i Thailand er kommet på feberhøjde, og landet står over for betydeligt kaos og usikkerhed i forbindelse med valget den 24. marts, og kroningen i maj. Udviklingen signalerer en splittelse i den kongelige familie, der var åbenlyst indblandet i thailandsk politik. Der er farlige dage forud, hvor Thailand nu befinder sig i politisk ukendt farvand.«

### Analyser af den politiske udvikling før parlamentsvalget
I efterdønningerne af kong Vajiralongkorns erklæring om Ubolratana Mahidol, cirkulerede der rygter på sociale medier om, at et nyt militærkup var under opsejling, da kampvognsenheder var under omgruppering. Ledelsen afviste rygterne med, at hæren var forenet, samt at troppebevægelserne skyldtes den årlige militærøvelse sammen med styrker fra USA. Den kommanderende hærchef, Apirat Kongsompong, sagde, at »alt foregår i overensstemmelse med valgtidslinjen.« Han tilføjede, at man »ikke skal gå over stregen, alle skal spille efter reglerne.«
Forhenværende Reuters-redaktør, Andrew MacGregor Marshall har sagt, at for at forstå Thailandsk politik, skal man forstå nationens historie.
Royalisme er en indlejret del af det thailandske samfund, som en kvasi-statslig religion ("kvasi" af latinsk "quasi", for eksempel i betydningen "tilsyneladende"). Alle er forpligtet til at vise fuld loyalitet over for monarkiet, uanset deres private overbevisninger, og mange thailændere føler sig følelsesmæssigt bundet til det. Den foregående konge, i 2016 afdøde Bhumibol, var beskeden og samvittighedsfuld, og konstant populær under sin 70 år lange regeringstid, samt velkendt for at vise overbærenhed med almindelige politikeres korruption og inkompetence.
Thailands politiske historie har siden studenteropstandene i oktober 1973 flyttet sig i retning af, at åbne det politiske system for massiv politisk deltagelse gennem valg, politiske partier og parlamentet. Denne åbning er blevet modstået af, hvad Fred W. Riggs (1917-2008, forsker i politik ved Columbia University) kaldte den "bureaukratiske politik", Thailands magtfulde bureaukrati. Militæret kan forstås som den væbnede fløj af denne bureaukratiske politik, mens monarkiet under kong Bhumibol udlånte legitimitet, ifølge Patrick Jory, senior Lektor i sydøstasiatisk historie ved University of Queensland. Middelklassen og store erhvervsvirksomheder, der var et produkt af den hurtige økonomisk vækst siden 1960'erne, var for det meste glade for dette arrangement, især efter prodemokratiske protester i begyndelsen af 1990'erne gav dem større indflydelse i det politiske system. Det ændrede sig med Thaksin Shinawatra og hans økonomiske bemyndigelse af land- og byarbejderklassen. Ligesom middelklassen før dem, søgte de nu en større politisk repræsentation. Denne mobilisering udgjorde en trussel, ikke kun for den bureaukratiske politiks dominans, men også til en vis grad opfattelsen af, at dets medlemmer og tilhængere havde deres egen identitet.
Andrew MacGregor Marshall forklarede, at fra slutningen af 1990'erne, før Thaksin Shinawatra blev premierminister, investerede han noget af sin formue i et langsigtet projekt, med at købe sig til favør hos den kongelige familie. Forretningsmanden Thaksin fokuserede sin generøsitet på kronprinsen, der havde vedvarende problemer, med at finde midler til sin livsstil. Paul Handley beskrev det i sin (i Thailand forbudte) bog The King Never Smiles (dansk: Kongen smiler aldrig): "Mange velinformerede kilder i Bangkok talte om, at Thaksin havde overtaget adskillige af prinsens udgifter, herunder renoveringen af det gamle Rama VII-palads, som prinsen ønskede at flytte ind i." Journalister og redaktører blev i 2001 truet med lèse majesté, efter de antydede tvivlsomme økonomiske forbindelser mellem Thaksin Shinawatra og kronprins Vajiralongkorn, der ifølge den amerikanske ambassadør, Ralph "Skip" Boyce, i stigende grad blev afhængig af Shinawatras gavmildhed, stod der i et lækket Wikileaks telegram fra 2005, hvori det nævntes, at "kongen (dengang regerende kong Bhumibol) vil ikke eksistere for evigt, og Thaksin Shinawatra investerede for længe siden i kronprinsens fremtid." I forbindelse med militærkuppet i 2006, hvor Thaksin Shinawatra blev afsat og efterfølgende rejste i frivilligt eksil, køledes forholdet til kronprins Vajiralongkorn.
Mere end 10 år efter Thaksin Shinawatra flygtede fra Thailand, havde han fortsat stor politisk indflydelse, på trods af to militærkup, flere retssager og konfiskation af ejendom. Hans forskellige politiske partier var nationens mest effektive, målt på stemmer ved parlamentsvalgene. En forsoning med sine mange modstandere syntes svær, men uden en, var det lige så svært at se, hvordan Thailand nogensinde kunne komme videre. Folk tæt på tidligere premierminister Thaksin Shinawatra nævnte, at han havde fået "grønt lys" fra kong Vajiralongkorn til at nominere kongens ældste søster, Ubolratana Mahidol, som premierministerkandidat, og at kongen blev overbevist til at ændre mening efter pres fra andre familiemedlemmer. Andre i pro-Thaksin-lejren mente derimod, at Thaksin Shinawatra simpelthen antog, at Ubolratana Mahidol havde sin broders godkendelse, og at han gamblede hensynsløst. Royalister anklagede Thaksin for igen at forsøge at udnytte monarkiet til egne ambitioner, mens frustrerede tilhængere i pro-Thaksin-lejren, der havde ventet i fem år på at demonstrere deres stemmekraft, frygtede, at deres side atter ville blive opfattet som en trussel mod monarkiet, og dermed holde en militærdomineret regering ved magten. I den af militæret udformede ny forfatning, havde juntaen ret til at udnævne alle 250 medlemmer af parlamentets overhus. Det betød, at militæret kun skulle vinde en brøkdel af pladserne ved valget til underhuset, for at sikre sit valg af premierminister.
Den karismatiske, populære kong Bhumibol var, ifølge Patrick Jory, et strålende aktiv for den bureaukratiske politik, da han gjorde det muligt for den, effektivt at konkurrere med demokratisk valgte politikere. Kasian Tejapira, professor i politik ved Thammasat University i Bangkok, argumenterede for, at monarkiets "hegemoniske rolle" i denne periode, hjalp den thailandske elite til at skabe det, han kaldte "Bhumibol Consensus". Denne konsensus nedbrydes efter tronskiftet i 2016, for i modsætning til sin far, er kong Vajiralongkorn dybt upopulær, hovedstræk og lunefuld, ifølge Patrick Jory, og det udgør et enormt problem for den bureaukratiske politik. Kongen mangler popularitet, især blandt royalister, der elskede hans far. Thaksin Shinawatra derimod, på trods af fjender i begge politiske fløje, blev stadig anset som Thailands mest populære politiker. Den forestående forandring til en civil regering, blev således en test for monarkiet under den nye konge, og hvordan det ville fungere, uden at være afhængig af et militærdiktatur.
Ifølge Paul Chambers, rådgiver for ASEAN studier ved Naresuan University i Phitsanulok, er "det nye dynasti et, der understreger entallet, det vil sige personlig og direkte kongelig kontrol over alle statens enheder og styrker. Som sådan burde verden ikke blive overrasket over, at den tidligere prinsesse blev tvunget til at trække sig fra valget. Hendes kommende position som statsminister, før kongens egen officielle kroning i maj måned, blev måske endda i nogle kongelige kvarterer anset, som at stjæle fokus fra kongen. Han har øget sin kontrol over sikkerhedsstyrker og andre beslægtede politiske kræfter, hvorfor Ubolratana Mahidol skulle forbydes, at blive involveret i partipolitik, der kunne give hende kontrol over visse sikkerhedsstyrker."
På grund af de strenge tabuer og love mod enhver kritisk kommentar om monarkiet, kunne journalister, der rapporterede fra Thailand, ikke frit skrive om dette, men nogle aspekter om den ny regent, kong Vajiralongkorn, blev nævnt: "Han er en mere praktisk leder af forhold i paladset end sin far, kong Bhumibol, og var i gang med at foretage årtiers største revisioner af monarkiet. Han havde taget direkte kontrol over Crown Property Bureau (dansk: Kongehusets Ejendoms Kontor), den mest velhavende samling af aktiver i Thailand, anslået til en værdi af 30 milliarder USD (omkring 200 milliarder DKK), og han overvågede væsentlige ændringer i de væbnede styrkers kommandostruktur. Han krævede ændringer i forfatningen, hvor den påvirkede monarkens autoritet, og han fik dem, selv efter forfatningen var godkendt ved en folkeafstemning. Han tog kontrollen tilbage over store ejendomme i det gamle kongelige kvarter i Bangkok, områder der tidligere blev brugt af Nationalmuseet, parlamentet og byens Dusit Zoo. Det var endnu uklart, hvilken form for monarki han havde i tankerne, men i et land, hvor ingen sætter spørgsmålstegn ved kongens ønsker, vil han have et afgørende ord i nationenes anliggender, og hans regler ville være meget forskellig fra hans fars. Man kunne ikke med sikkerhed vide, hvad der skete mellem kongen, hans søster og Thaksin Shinawatra under denne ekstraordinære episode, men alle ved nu, at kongens omhyggeligt skrevne erklæring fredag aften, bragte enhver aftale til øjeblikkeligt ophør, og at alle i Thailand fremover skulle holde øje med kongepaladset, før de overvejede deres næste skridt," forklarede BBCs Bangkok-korrespondent, Jonathan Head.
Udenlandske kommentatorer nævnte blandt andet, at "kong Vajiralongkorns tiltagende magt, fremover yderligere ville skade muligheder for Thailands tilbagevenden til fuldt demokratisk styre." (Foreign Affairs Magazine) Og, "hvis Ubolratana Mahidol var blevet premierminister, ville hendes nye juridiske magt som regeringschef have givet hende nogle midler, til at give ordrer til visse sikkerhedsstyrker. Sådan magt kunne have bragt hende i misforhold med præferencer i forhold til den kongelige magthaver. Budskabet var klart: Der er kun plads til én ledende kongelig personlighed i Thailand" (The Sydney Morning Herald). Samt, at "mere bekymrende kunne juntaleder og premierminister Prayuth Chan-o-cha og militæret se dette, som et tegn på upålidelighed eller endog svig. Kongens hurtige fraskrivelse af udnævnelsen var på sin vis en vej mod, at berolige militæret, men i det mindste nogle medlemmer af juntaen, ville angiveligt genvurdere fordelene ved deres partnerskab med kongehuset." (Washington Post)

### Parlamentsvalget i 2019
Et Thailandsk parlamentsvalg afholdes over to søndage, hvor de, der arbejder uden for deres bopælsprovins, kan stemme første søndag, og den følgende uge de registrerede fastboende, her henholdsvis den 17. og 24. marts 2019. Ud af 51 millioner stemmeberettigede, blev cirka 2,6 millioner registreret til at afgive stemme på den første valgdag. Ved thailandske valg er salg af alkohol forbudt i 24 timer, fra aftenen før valghandlingen, til om aftenen på selve valgdagen. Forbuddet er for at begrænse valgsvindel, som for eksempel "køb af stemmer", hvor det tidligere var normalt, at bestikke vælgerne på forskellige måder, herunder afholdelse af gratis fester om natten før afstemningen.
Efter den ny forfatning blev der 750 pladser i det thailandske tokammerparlament, med 250 pladser i Overhuset til senatorer udpeget militæret, og 500 pladser i Underhuset, kaldt Repræsentanternes Hus, til folkevalgte medlemmer. 350 af pladserne skulle være kredsmandater, og de resterende 150 pladser til partilistemandater, der kan svare til de danske tillægsmandater. For første gang siden 1978 skulle både senatorer og folkevalgte stemme om, hvem der skulle være premierminister med et simpelt flertal på 376 stemmer ud af 750 mulige, tidlige var det alene de folkevalgte, der afgjorde det. Det betød, at hvis alle de 250 udpegede senatorer pegede på samme premierministerkandidat, behøvedes kun 126 stemmer fra de folkevalgte (svarende til 25,2 procent af de folkevalgte). For at et parti kunne indstille en kandidat til premierministerposten, skulle partiet have mindst 25 pladser i Repræsentanternes Hus.
Den 7. marts, godt to uger før parlamentsvalget, afsagde Thailands højesteret en kendelse om, at partiet Thai Raksa Chart skulle opløses, da pertiet havde nomineret prinsesse Ubolratana Mahidol som premierministerkandidat. Kendelsen blev begrundet med, at kongelige var hævet over politik, og at Ubolratana Mahidol, kong Vajiralongkorns søster, stadig var et medlem af kongehuset. Partiledelsen havde tidligere sagt, at man ville respektere højesterets afgørelse. Opløsningen medførte, at samtlige af partiets 214 kandidater blev ekskluderet fra politisk aktivitet i 10 år. Ubolratana Mahidol kommenterede kendelsen på sin foretrukne platform, Instagram, med: »Det er meget trist og deprimerende. Mange tak. Jeg vil gøre mit bedste for at hjælpe.«
Samme dag aflagde den nyudnævnte øverste chef for Thailands væbnede styrker, general Apirat Kongsompong, og hans officerer ed foran en statue af kong Rama V (1853-1910), hvor de sværgede at militæret kun ville støtte en regering, der var tro mod monarkiet. Udenlandske politiske iagttagere mente, at kongen var i færd med at øge sin magtposition, en proces, der allerede var igangsat af afdøde kong Bhumipol, og blandt andet omtalt af journalist Paul Handley i biografien The King Never Smiles (dansk: Kongen smiler aldrig), hvorfor betegnelsen "konstitutionelt monarki" var misvisende. Senest havde kong Vajiralongkorn svækket den del af hæren, der var loyale over for juntaleder Prayut Chan-o-cha, ved at udpege sin livgardechef, Apirat Kongsompong, som øverste leder af de væbnede styrker. Indenlandske kommentarer blev besværliggjort af nationens strenge Lèse-majesté lovgivning.
Der var i alt 32 partier opstillet til valg, men i praksis drejede det sig om fire. Palang Pracharat, militærjuntaleder Prayut Chan-o-chas parti; Pheu Thai, Thaksin Shinawatras partikolleger fra parlamentsvalget i 2001; Demokraterne, anført af tidligere premierminister Abhisit Vejjajiva, der var udpeget premierminister fra 2008 til 2011; samt det nydannede parti Future Forward, stiftet af motorreservedels-milliardæren Thanathorn Juangroongruangkit.
Udelukkelsen af af Thai Raksa Chart medførte, at vælgere, der ønskede at stemme på et ikke junta-støttet parti, reelt måtte vende sig mod det nydannede parti Future Forward, da partiet Pheu Thai, der delte valglister med Thai Raksa Chart, ikke havde opstillet kandidater i samtlige valgkredse. Future Forward-partiet, med stærke anti-junta holdninger og et program om nedskæringer i forsvarsbudgettet, havde tillige planer om at ændre den grundlov, som militærjuntaen havde indført. Også Pheu Thai-partiet blev forsøgt udelukket fra valget, med begrundelse om, at være marionet-parti for forhenværende, af militæret afsatte premierminister, Thaksin Shinawatra.
To dage før valget afholdt Thaksin Shinmawatra bryllupsreception i Hong Kong for sin yngste datter Paetongtarn "Ing" Shinawatra. I dagene op til begivenheden, blev det omtalt i thailandsk presse, at regeringen ville overveje at få Thaksin Shinawatra anholdt og udleveret, når han ankom til Hong Kong. Også hans søster Yingluck Shinawatra, ville deltage, begge tidligere premierministre for Thailand, og begge i frivilligt eksil, for at undgå retsforfølgelse i Thailand, som dog ikke havde nogen udleveringsaftale med Hong Kong. Dagen før brylluppet afviste militærregeringen, at have anmodet om udlevering af Shinawatra. Ved receptionen den 22. marts mødte tillige forhenværende prinsesse Ubolratana Mahidol op sammen med Shinawatra-familien. Ved at deltage i brylluppet »viste prinsessen en klar beregnet handling af modvilje mod juntaen og hendes bror, kong Vajiralongkorn,« sagde den juntakritiske politiske observatør, Andrew MacGregor Marshall, til South China Morning Post.
Fra dagen før valget var alle politiske kampagner forbudt. En af de sidste meningsmålinger, foretaget af Nation Multimedia Group, viste føring til Shinawatras Pheu Thai-parti med 136 pladser ud af de 350 kredsmandater, mens det anti-Shinawatra parti, Demokraterne, erobrede 88 pladser, og juntaleder Chan-o-chas Palang Pracharat-parti fik 62 sæder. De 150 partilistemandater ville bliver fordelt forholdsmæssigt. Også Future Forward-partiet, der var allieret med Pheu Thai, ville opnå et anseeligt antal pladser. Men selv om partier, der ikke støttede militæret stod til at vinde, kunne de, ifølge New York Times, ende med at blive en majoritets opposition, på grund af valglove i militærjuntaens ny konstitution. Sent om aftenen før valget, klokken 23, udsendte kong Vajiralongkorn en uventet meddelelse via kongehusets Facebook-sider (der er det største sociale medie i Thailand), og kort efter annonceret i Tv samt dele af pressen, hvori kongen opfordrede folk til at stemme på "gode mennesker".
Allerede tidligt på valgaftenen stod det klart, at Demokraterne fik færre stemmer og mandater end forventet, og med udsigt til kun 30 pladser i det ny parlament trak forhenværende premierminister, Abhisit Vejjajiva, sig som partileder, hvilket han havde sagt, at han ville gøre, hvis partiet fik færre end 100 mandater. Med lidt over 90 procent optalte stemmer var valgets sejrherre i procent Palang Pracharat-partiet med 28 procent, mens flest mandater ville tilgå Pheu Thai, selvom det kun fik 26 procent af stemmerne. Det nystiftede Future Forward fik med 19 procent flere stemmer end forventet. Demokrater og partiet Bhumjaithai fik hver knap 12 procent. Stemmeprocenten blev oplyst til 65,6 procent, mens antallet af ugyldige stemmesedler var 1,9 million, og blanke stemmesedler omkring en halv million. Der er normalt mange ugyldige stemmesedler i thailandske valg, i 2011 var der flere end tre millioner. Offentliggørelse af selve valgresultatet blev dog udsat til mandag eftermiddag. Valgobservatører udtrykte bekymring om fejl på adskillige afstemningssteder, der ikke fulgte reglerne, hvilket kunne skyldes forvirring eller manglende erfaring. Politiet oplyste, at man undersøgte mulig stemmekøb i flere provinser. Mandag den 25. marts meddelte valgkommissionen, at det endelige valgresultat ville blive offentliggjort den 9. maj (efter kroningen af kong Vajiralongkorn), men et uofficielt resultat af fordelingen af de 350 kredsmandater, baseret på 95 procent af optalte stemmer, ville foreligge mandag aften, hvorimod fordelingen af de 150 tillægsmandater (listemandater) først ville fremkomme, når alle stemmer var optalt. Både EU, Storbritannien og USA opfordrede til at offentliggøre valgresultatet hurtigst muligt, samt retfærdig og åben undersøgelse af eventuelle rapporterede uregelmæssigheder.
Torsdag den 28. marts offentliggjorde Valgkommissionen (EC) søndagens endelige valgresultat ved en uventet pressekonference om eftermiddagen. De fem største partier blev Phalang Pracharath med 8,4 million stemmer, Pheu Thai med 7,9 million, Future Forward med 6,2 million, Demokraterne med 3,9 million, og Bhumjaithai med 3,7 million stemmer. Valgdeltagelsen var 74,69 procent, højere end først oplyste 65 procent, og omtrent det samme som ved 2011-valget. Der var 2,1 million beskadigede stemmesedler, svarende til omkring 5 procent af de afgivne stemmer, og 1,5 procent af stemmesedlerne var markedet med "ingen af ovenstående". Mens kredsmandaterne fremgik af afstemningen, var det mere end en uge efter valget endnu uklart, hvilken formel Valgkommissionen ville bruge, til at beregne fordelingen de 150 tillægsmandater (listemandater). I betragtning af kompleksiteten i liste-systemet, var det nødvendigt med afklaring, som kommissionen burde have tydeligt forklaret til offentligheden og de politiske partier forud for valget, da valgloven gav plads til forskellige tolkninger af, hvilken beregningsformel der kunne anvendes. Manglende svar gjorde det vanskeligt for de politiske partier, at danne alliancer for en koalitionsregering, da de ikke var sikre på, hvor mange pladser de ville få af parlamentets 500 valgbare sæder.
Stemmetallene viste, at Thaksin Shinawatras støtter i de nordlige provinser var faldet til 63,5 procent, mod tidligere 80,2 procent ved parlamentsvalget i 2011, hvilket ifølge analytikere dels kunne skyldes hans manglende direkte indflydelse, og dels, at der ikke var en stedfortrædende kandidat at stemme på, efter prinsesse Ubolratana Mahidol var blevet ekskluderet (i 20011 var Thaksins søster, Yingluck Shinawatra stedfortrædende kandidat). Efter valgresultatets offentliggørelse blev Thaksin Shinawatra yderligere frataget sine tidligere kongeligt tildelte ordener, da han havde draget kongens søster ind i politik som premierministerkandidat. Dette skulle miskreditere både Thaksin Shinawatra og støttepartiet Pheu Thai, fordi i mange thailænderes øjne, og i thailandsk kultur, er monarkiet æret uden spørgsmål. Kong Vajiralongkorns tilbagekaldese af Thaksins udmærkelser blev begrundet med, at Thaksin var flygtet fra Thailand – han levede i frivilligt eksil siden 2008 – efter at være idømt fængsel for korruption, hvilket var "en ekstremt upassende opførsel", ifølge en erklæring i den kongelige avis, Royal Gazette. Handlingen pegede mod sandsynligheden af, at pro-militære partier skulle danne regering, trods Pheu Thais påstand om, at de havde en koalition med mandatflertal bag sig. Siddende premierminister, juntaleder Prayut Chan-o-cha, beskyldte ondsindede folk for, at sprede forvrængede oplysninger på sociale medier, for at udløse uro. Den indflydelsesrige hærleder, Apirat Kongsompong, advarede kritikere af monarkiet, politikere, undervisere og studerende om, at de skulle "overholde reglerne", og ikke forsøge at vælte det konstitutionelle monarki, da landet ellers "kunne lide en anden borgerkrig" (med henvisning til gultrøje og rødtrøje uroligheder, der resulterede i 2014-militærkuppet). Han sagde: »Hæren udfører sin pligt, som er at beskytte, opretholde og forsvare institutionerne nation, religion og monarki.«
Det endelige valgresultat blev offentliggjort den 8. maj, efter kroningsceremonien for kong Rama X var afsluttet. Det viste ingen klar vinder. Det var fordelingen af de 150 listemandater, hvilke kan svare til danske tillægsmandater, der blev afgørende i forholdet til de 350 enkeltkredsmandater af de i alt 500 valgbare pladser i parlamentet. Palang Pracharath blev tildelt 18 listemandater, mens det rivaliserende Shinawatra-tro parti Pheu Thai ikke fik nogen tillægsmandater. Palang Pracharath havde fået det største samlede antal stemmer, mens Pheu Thai havde vundet flest enkeltkredsmandater med 136, mod Palang Pracharaths 97. Samlet fik 26 partier pladser i det nyvalgte parlament, heraf 14 mindre partier med kun én plads hver, efter opgørelsen af listemandater. En koalition mellem flere partier ville blive nødvendig for at danne regering. Beregningsmetoden for listemandater blev kritiseret for at være uigennemsigtig, hvilket kunne foranledige til mistanke om manipulation med mandatfordelingen. Oprindeligt var 71.000 stemmer nødvendige, for at opnå én listemandat, baseret på 35.532.647 afgivne stemmer. Valgkommissionen anvendte i stedet et tal på 30.000 stemmer, hvilket tildelte enkeltmandater til en lang række små partier, på bekostning af listemandater til større partier.

### Åbning af det nyvalgte parlament
Det nye demokratisk valgte parlament var først planlagt til at åbne på femårsdagen for militærkuppet, den 22. maj 2019, men mødtes første gang den 24. maj under overværelse af Deres Majestæter Kong Vajiralongkorn og Dronning Suthida. Prayut Chan-o-cha blev derved den kupmager, der havde beholdt magten i længst tid i nyere thailandsk historie. Nationens ny leder valgtes mellem partiernes premierministerkandidater med mindst 376 stemmer, af parlamentets 750 mandater, heraf 250 af militæret udpegede senatorer, hvoraf 66 var generaler. Hvis alle senatorer stemte for samme kandidat, skulle der reelt kun stemmer fra 126 folkevalgte parlamentsmedlemmer til at vælge en kandidat.
I en meningsmåling i forbindelse med parlamentsåbningen sagde 52 procent af respondenterne, at de ikke mente national forsoning mellem de to blokke (Gultrøjer og Rødtrøjer) var mulig. 34 procent mente at konflikten ville eskalere, fordi ingen af partierne i konflikten, ville accepterer de andre. De resterende 14 procent mente, at den ny administration, ville være i stand til at håndtere situation.
I dagene forud for parlamentsåbningen havde de to væsentlige blokke, henholdsvis blokken i favør for militæret, og dermed Chan-o-cha som premierminister, og blokken for demokrati, forsøgt at etablere koalitioner, da ingen af de to førende partier, henholdsvis det junta-tro Palang Pracharath og det Shinawatra-tro Pheu Thai, havde egne mandater nok, til selv at danne regering. Dagen før åbningen suspenderede en domstol lederen af junta-oppositionspartiet Future Forward, Thanathorn Juangroongruangkit, som parlamentsmedlem med begrundelsen, at han han havde været aktionær i et mediafirma. Juangroongruangkit forsvarede sig med, at han allerede havde overdraget sine aktier, inden han blev registreret som politisk kandidat. Hvis han senere blev fundet skyldig, kunne hans parlamentsplads tilbagekaldes. Future forward vandt 80 pladser i parlamentet og Juangroongruangkit blev en mulig premierministerkandidat for opposition, da Pheu Thais kadidat, Prinsesse Ubolratana Mahidols kadidatur var trukket tilbage. Men hvis retten dømte ham, kunne han risikere, at blive udelukket fra politik, idømmes fængsel i en periode, samt at hans parti blev opløst. Juangroongruangkit var dog med ved parlamentsåbningen.
H.M. Kongen opfordrede i sin åbningsceremonitale til hundredvis af stående parlamentarikere, klædt i hvide uniformer, og medlemmer af det diplomatiske korps, at de skulle handle med ansvar, fordi »hvert medlems handling direkte vil påvirke den nationale sikkerhed og folks velbefindende«.
En meningsmåling den 3. juni viste, at lang tids uenighed om at finde et flertal bag en koalitionsregering, gjorde befolkningen utålmodige, næsten 76 procent var trætte af thailandsk politik.
Den 5. juni blev Chan-o-cha valgt som Thailands 29. premierminister med kombineret stemmeflertal fra de folkevalgte parlamentsmedlemmer og de af militæret udpegede senatorer. 500 stemte for: Palang Pracharath, Demokraterne, Bhumjaitai og 16 mindre partier, samt hele det udpegede senat. 244 stemte imod – det vil sige stemte for Future Forward-partiets premierministerkandidat, Thanathorn Juangroongruangkit – de var Pheu Thai, Future Forward og fem mindre partier. Tre undlod at stemme, henholdsvis formanden for parlamentet (oversat fra engelsk, house speaker) og formanden fra senatet, samt ét parlamentsmedlem, Siripong Angkasakulkiat fra Bhumjaithai-partiet. Med stemmer fra de 250 udpegede senatorer, var det en uoverkommelig opgave for opposition, at få valgt deres premierministerkandidat. »Efter et demokratisk nyvalg er dette en forlængelse af mandatet, til at beskytte nation, religion og monarki, snarere end en udvidelse af den diktatoriske magt,« sagde Palang Pracharat-partiets talsmand, Thanakorn Wangboonkongchana. Trods intens debat, kunne Chan-o-cha med opbakning fra 19 partier, og flere end 250 stemmer i Repræsentanternes Hus, danne regering.
Washington Post skrev i avisens leder, at »resultatet blev en skrøbelig koalition, der gav Chan-o-cha et flertal på fem pladser i Repræsentanternes Hus. Regeringens svaghed ville medføre yderligere styrkelse af militæret og Thailands uberegnelige konge, som havde brugt Chan-o-chas styre, til at forfølge sine fjender, hvoraf flere var blevet myrdet eller bortført i nabolandet Laos«.

## Dom for gultrøjedemonstrationerne i 2013-2014
Den 24. februar 2021 blev der afsagt dom over den tidligere eksekutiv for Partiet Demokraterne og leder af People's Democratic Reform Committee (forkortet PDRC, dansk: Folkets demokratiske reformkomite), Suthep Thaugsuban og 25 andre, for deres roller i oprøret mod den demokratisk valgte regering ved gadeprotester i 2013 og 2014, der medførte Yingluck Shinawatra-regeringens fald og førte til militærkuppet. Suthep Thaugsuban blev idømt fem år fængsel. Desuden blev tre nuværende ministre idømt fængselsstraffe. Undervisningsminister Nataphol Teepsuwan fik syv år og fire måneder, digital økonomi og socialminister Buddhipongse Punnakanta fik syv år og vice transportminister Thaworn Senneam fire år. Dommene var ubetingede og ministrene mistede deres poster. De dømte havde erklæret sig ikke skyldige, da straffesagen begyndte i 2018 og de appellerede dommene, men kaution blev afvist indtil appeldomstolen afgør om sagerne kan appelleres. Det tog retten seks timer at oplæse alle domsafsigelserne. To dage senere blev Suthep Thaugsuban alligevel løsladt mod kaution.